# Oldruitenborgh
Landgoed Oldruitenborgh ligt in Vollenhove, in de kop van Overijssel.
Het landhuis is eind 14e eeuw gebouwd. Landgoed Oldruitenborgh is een oude havezate. Er is een Engelse landschapstuin aangelegd in het begin van de 19e eeuw en in 2010 helemaal gerestaureerd.
De havezate is gesticht in het laatste kwartaal van de 14e eeuw door Egberts Pelgrim van den Rutenberghe, schout van Vollenhove. Bij de restauratie in 1962 bleek het huidige gebouw het overblijfsel van een laatmiddeleeuws huis dat waarschijnlijk in de tweede helft van de vijftiende eeuw werd gebouwd. Er zijn diverse grote verbouwingen geweest, in 1656, 1803, 1947 en 1962. In 2006 is het verbouwd tot horecabestemming.
Het huis bestond oorspronkelijk uit een oost-west gerichte vleugel met aan de zuidoostzijde een korte, wat lagere aanbouw. De langgerekte vleugel had twee vertrekken die van elkaar gescheiden waren door een muur met een stookplaats aan weerskanten. De indeling van het oostelijke deel van de vleugel, bestaande uit een overwelfde kelder, een daarboven gelegen kamer en een zolderruimte met een gemetselde gotische schouw, is nog zoals toen. Het westelijke deel van de vleugel, waar nu de trouwzaal en hal zijn, was ten dele onderkelderd.
Om het huis in westelijke richting te kunnen uitbreiden werd in 1962 het grote, dwars staande bouwhuis uit de 18e eeuw gesloopt. De verlengde gevel ten westen van de ingangspartij kreeg acht vensters van gelijke vorm. Door de verwijdering van het bestaande onregelmatige patroon van vensters en deuren ontstond een zeer langgerekt gevelfront. Het vertrek ten westen van de hal werd met een raambreedte vergroot door de westelijke muur te verplaatsen.
Benthuis · Bonkenhave · De Eese · Kanneveld · Lindenhorst · Marxveld · Nierwal · Oldenhof · Oldruitenborgh · Olthuis · Paasloo · Plattenburg · Rhemenshuizen · Toutenburg · Tweenijenhuizen · Westerholt · Zwollingerkamp